# Enichioi, Cantemir
Enichioi este satul de reședință al comunei cu același nume  din raionul Cantemir, Republica Moldova.

## Demografie

### Structura etnică
Structura etnică a satului Enichioi conform recensământului populației din 2004:
| Grup etnic                                               | Populație | % Procentaj  |
| -------------------------------------------------------- | --------- | ------------ |
| Băștinași declarați Moldoveni Băștinași declarați Români | 916 5     | 97,86% 0,53% |
| Bulgari                                                  | 7         | 0,75%        |
| Ucraineni                                                | 4         | 0,43%        |
| Găgăuzi                                                  | 3         | 0,32%        |
| Alții                                                    | 1         | 0,11%        |
| Total                                                    | 936       |              |